# 溫泉
溫泉（英語：hot spring）是一種由地下自然湧出的泉水，其水溫較環境年平均溫高攝氏5度，或華氏10度以上。在學術上，湧出地表的泉水溫度高於當地的地下水溫者，即可稱為溫泉。溫泉的形成是泉水從地殼升上來的地下水經由地熱加熱而產生。地殼上有很多地方偏佈地熱溫泉。某些溫泉的水溫是適合人們泡澡，如果太熱的溫泉若浸泡可能會造成燙傷或死亡。

## 定義
不同國家對於溫泉的定義稍有不同：
- 根據中華民國溫泉法中，溫泉定義是符合溫泉基準之溫泉水及水蒸氣（含溶於溫泉水中之氣体）。溫泉水包括自然湧出或人為抽取之溫水、冷水及水蒸氣（含溶於溫泉水中之氣體），在地表量測之溫度高於或等於30℃者；若溫度低於30℃之泉水，其水質符合溫泉水質成分標準者，亦視為冷泉，例如蘇澳冷泉。
- 日本溫泉法認為：地下湧出之溫水、礦水、及水蒸氣與其他氣體（碳氫化合物為主成分的天然瓦斯除外）。溫度：高於或等於25℃；如溫泉低於25℃，其水質符合之規定19種物質（日本溫泉法附表）其中一種以上者。
- 韓國溫泉法規定溫泉指地下湧出，溫度高於或等於25℃之溫泉，水質成分對人體無害者。（但對水質成分並無規定）
- 部分歐美國家，如義大利、法國、德國等國以高於20℃之泉水；美國則定在70F（21.1℃）以上者為溫泉。

## 分類
溫泉的分類方式有許多種，常見的分類方法可以化學組成、地質、物理性質、溫度、生物，來加以分類。
依化學組成分類（各國對溫泉化學組成的定義方式不同，以下為以中華民國溫泉法來說）
溫泉中主要的成份包含氯離子、碳酸氫根離子、硫酸根離子，依這三種陰離子所占的比例可分為氯化物泉、碳酸氫鹽泉、硫酸鹽泉。
除了這三種陰離子之外，也有以其他成分為主的溫泉，例如重曹泉（重碳酸鈉為主）、重碳酸土類泉、食鹽泉（以氯化鈉離子為主）、氯化土鹽泉、芒硝泉（硫酸鈉離子為主）、石膏泉（以硫酸鈣為主）、正苦味泉（以硫酸鎂為主）、含鐵泉（白磺泉）、含銅鐵泉（又稱青銅泉）。此外，食鹽泉也稱鹽泉，可依含氯化物食鹽的多寡，區分為弱食鹽泉和強食鹽泉。
依地質分類
以產生溫泉的地質特性，可將溫泉分類為火成岩區溫泉、變質岩區溫泉、沉積岩區溫泉。
依物理性質
根據溫泉的溫度、活動、型態等物理性質，可將溫泉分為普通溫泉、間歇溫泉、沸泉、噴泉、噴氣孔（或硫氣孔）、熱泥泉六類。
依溫度
依溫泉流出地表時與當地地表溫度差，可分為低溫溫泉、中溫溫泉、高溫溫泉、沸騰溫泉四種。
依生物
某些適合生長在高溫的微生物，例如古菌。

## 形成條件
溫泉的形成，一般而言可分為兩種：
一種是地殼內部的岩漿作用所形成，或為火山噴發所伴隨產生，火山活動過的死火山地形區，因地殼板塊運動隆起的地表，其地底下還有未冷卻的岩漿，均會不斷地釋放出大量的熱能由於此類熱源之熱量集中，因此只要附近有孔隙的含水岩層，不僅會受熱成為高溫的熱水，而且大部份會沸騰為蒸氣。多為硫酸鹽泉。二則是受地表水滲透循環作用所形成。也就是說當雨水降到地表向下滲透，深入到地殼深處的含水層形成地下水，（砂岩、礫岩、火山岩、這些良好的含水層）。地下水受下方的地熱加熱成為熱水，深部熱水多數含有氣體，這些氣體以二氧化碳為主，當熱水溫度升高，上面若有緻密、不透水的岩層阻擋去路，會使壓力愈來愈高，以致熱水、蒸氣處於高壓狀態，一有裂縫即竄湧而上。熱水上升後愈接近地表壓力則逐漸減少，由於壓力漸減而使所含氣體逐漸膨脹，減輕熱水的密度，這些膨脹的蒸氣更有利於熱水上昇。上昇的熱水再與下沈較遲受熱的冷水因密度不同所產生的壓力（靜水壓力差）反覆循環產生對流，在開放性裂隙阻力較小的情況下，循裂隙上升湧出地表，熱水即可源源不絕湧昇，終至流出地面，形成溫泉。在高山深谷地形配合下，谷底地面水可能較高山中地下水位低，因此深谷谷底可能為靜水壓力差最大之處，而熱水上湧也應以自谷底湧出的可能性最大，溫泉大多發生在山谷中河床上。
一般說來，溫泉的形成需具下列三條件：
1. 地下必須有熱水存在；
2. 必須有靜水壓力差導致熱水上湧；
3. 岩石中必須有深長裂隙供熱水通達地面。

## 溫泉利用對健康的影響
幾千年來，人類一直善用溫泉， 甚至連獼猴也會利用溫泉來保護自我免受寒冷。 在希臘的荷馬年代（約公元前 1000 年），沐浴主要是為了衛生習慣，但到了希波克拉底年代（約公元前 460 年），溫泉被認為具有治愈能力。之後，溫泉受歡迎程度就逐漸升高。尤其是溫泉浴在日本已經使用至少 2000 年，一向是人們清潔和放鬆的場所，其治療價值也逐漸受到重視， 現今溫泉在世界各地都很受歡迎。
中國古籍《水经注》提到温泉可治病，如“鲁山皇女汤，可以熟米，饮之愈百病，道士清身沐浴，一日三次，四十日后，身中百病愈”。唐太宗晚年写《汤泉赋》：“每濯患于斯源，不移时而获损”。
現今溫泉水質可大致分為以下幾種類型，對人體健康及療愈有正面的作用：
- 單純泉：也稱中性泉，為攝氏25度以上、含微量溫泉成分的泉水。單純泉刺激性較低、無色無味。能促進血液循環、加速修復組織。
- 食鹽泉：食鹽泉的成分依所含食鹽的多寡，可分為弱食鹽泉和強食鹽泉兩種，皆具有優異的保溫效果，能改善婦人病、糖尿病等。若飲用此泉水可治療腸胃相關疾病。
- 硫磺泉：俗稱「臭蛋泉」或皮膚之湯，能夠軟化皮膚角質層、止癢、解毒、排毒，是慢性皮膚病的有效療湯，但是因為刺激性強，膚質敏感者要注意，以免產生負作用。硫磺泉中的碳酸氣體，對金屬製品容易產生腐蝕作用，如果在小空間或換氣不良的場所泡硫磺泉，需非常小心硫化氫瓦斯的中毒作用。
- 重曹泉（重碳酸鈉）：俗稱美人湯或鹼性泉，泉色清無臭，酸鹼值約在7左右，湧到地表時約為58℃，洗後光滑柔細不黏膩，由於富含鈉、鎂、鈣、鉀、碳酸離子等礦物質成分，因此不論是浸泡、沐浴或經處理後成為礦泉水飲用，都對身體健康極有幫助，被譽為「溫泉中的溫泉」。
- 碳酸泉：俗稱心臟之湯或氣泡湯，含有二氧化碳，泉溫較一般溫泉水低，能促進微血管的擴張，使血壓下降，改善心血管功能幫助血管血液循環，所以泡起來不會有急速脈摶加快的現象，此外碳酸泉因含有二氧化碳成分，會在皮膚表面呈現氧泡有輕微按摩作用。台灣的碳酸泉分佈有北部大屯山區及全國各地都有碳酸泉，著名的有：谷關溫泉、東埔溫泉、盧山溫泉、不老溫泉、四重溪溫泉、文山溫泉、仁澤溫泉等，日本則較少碳酸泉。

但溫泉中也有一些微生物，對人類有傳染性：
- 福氏內格里蟲是一種地底的變形蟲，俗稱“食腦菌”，生活在溫暖的無鹽水域中，如果不慎進入沐浴者鼻腔，變形蟲會沿著嗅覺神經進入腦部，導致致命的福氏內格里阿米巴腦膜腦炎。[4][5][6]
- 根據美國疾病管制與預防中心的研究，泥生變形蟲（棘阿米巴變形蟲）可以透過溫泉傳播，經由眼睛或開放性傷口進入人體。 [7]寄生原蟲可造成腹部不適、間歇性下痢、或腹瀉便秘交替、發燒寒顫、拉血便或黏液便。如果病原體從腸道入侵血中，可能跑到肝臟或腦部等形成膿瘍。
- 軍團菌屬（退伍軍人症）也可以通過溫泉傳播，[8][9]可能引發非典型肺炎，會產生咳嗽、呼吸困難、發熱、肌肉疼痛、頭痛、噁心、嘔吐、腹瀉等症狀。
- 根據醫學研究，淋球菌可經由溫泉感染。當溫泉水接近人體體溫及微酸，病原體可能存活在其中，[10]可引發泌尿生殖系統的化膿性感染，以尿道炎、子宮頸炎最為常見。

## 溫泉與健康休閒產業
當日本還在人們沐浴不普及的時代，衛生知識不足，傳說溫泉對傷病有療效，因此成為傳說中的聖地。許多溫泉起源都有類似之處，傳說有鹿、鶴、鷺等動物在溫泉中自行癒傷。另外，在佛教高僧鼓勵下，人們養成溫泉入浴的習慣。
日本明治時代，溫泉科學研究逐漸盛行。到了昭和時代，溫泉醫學和分析化學更加驗證溫泉的醫療效果，人們對於溫泉的使用更加普及。1931年，溫泉療法的研究擴展到日本各國立大學，九州大學特別在別府溫泉所在地開設溫泉療法研究所。1935年日本溫泉氣候醫療學會成立，溫泉在醫學的研究展開。該學會在鳥取縣三朝溫泉，進行溫泉與現代醫學的研究，又在1939 年建立溫泉療養院，關注溫泉中的鐳元素作用。二戰後設立別府溫泉治療研究所，以支援原爆倖存者。
現今日本《溫泉法》對於溫泉醫療作法的“適應”及“禁忌”都有詳盡的科學規範。在預防醫學興起後，溫泉與健康產業發展有更多的結合。日本岡山縣湯原溫泉打造全鎮的溫泉配套設施，以促進健康產業發展。例如“人體船塢宿泊方案”（人間ドック付宿泊プラン）設有醫院和溫泉住宿設施，供人們在此“停泊住宿”並休養，並以“溫泉指南”教育人們正確的溫泉入浴，以得到預防醫學的正確療效。除了人體健康產業外，在岩木湯本溫泉甚至設立“賽馬康復中心”，供競賽馬匹透過溫泉療養方式維持健康。
1929年，日本國民新聞舉辦名為“全國16優選溫泉”的讀者投票活動，引起民眾對於溫泉休閒的關注。結果神奈川縣箱根溫泉、靜岡縣熱海溫泉等大型溫泉鄉紛紛入選。但此票選對於地處山區交通不便的地方溫泉，也形成一股潮流追風，許多溫泉探秘者沉醉於偏鄉的高品質礦泉，並享受靜謐的氛圍，益加促進溫泉旅遊的文化。

## 溫泉的使用與利用
一般溫泉有大浴場、浴池、露天浴池等形式，有多種入浴方式和使用方法，以溫泉國度日本為例：
- 沖力浴：大量溫泉從高處流出，人以站立或坐姿在溫泉落下處，以獲得水沖力按摩。例如大分縣的筋湯温泉及鉄輪温泉。
- 站立浴：以深浴槽的入浴式，享受溫泉水壓在腰部的按摩效果，也可藉助在水中的輕移身軀，加速全身血液循環。例如岩手縣的鉛温泉。
- 躺臥浴：溫泉設備提供躺臥方式，讓身體放鬆泡湯。例如新潟縣湯之谷溫泉鄉。
- 足浴： 將雙足浸泡在溫泉中的療養方式，足浴多設立在戶外而且免費提供。例如鹿兒島縣國道220號道路驛站，足浴設施長達60公尺，是全日本最長。
- 蒸汽浴：用溫泉蒸汽供身體療養的浴池。例如大分縣的鐵輪蒸汽浴將菖蒲鋪在地板以溫泉加熱，釋出香味以療養。
- 砂浴：工作人員加熱溫泉天然矽砂，掩蓋仰臥者的身體部位以療養。例如鹿兒島縣的宿温泉、大分縣的竹瓦温泉及海浜砂湯。
- 岩盤浴：利用溫泉加熱地上的天然石板，以產生遠紅外線的溫泉設施。例如秋田縣的玉川溫泉。
- 泥浴：是渾濁如泥水般的溫泉，依溫泉礦物的不同，顏色從土黃泥色到白濁灰色都有。例如大分縣明番溫泉、熊本縣的地獄溫泉鈴之湯、鳥取縣的三朝溫泉、秋田縣的五所岳溫泉。
- 飲用泉：喝特定種類的溫泉，以增強身體的療養效果，碳酸泉特別受到推崇。在日本，碳酸泉曾用作蘋果酒的原料，例如有馬溫泉的“有馬蘋果酒” [12]。

溫泉除了可作泡湯之外，還能作為保暖、發電、溫室、植物栽種、水產養殖等作用。

## 溫泉記號
溫泉記號♨，Unicode編碼（U+2668）

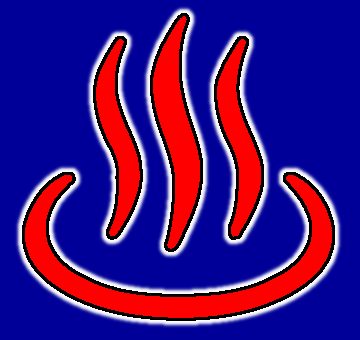
溫泉符號

其起源共有三種不同說法，詳情參見溫泉記號。

## 各地溫泉

### 北美的溫泉

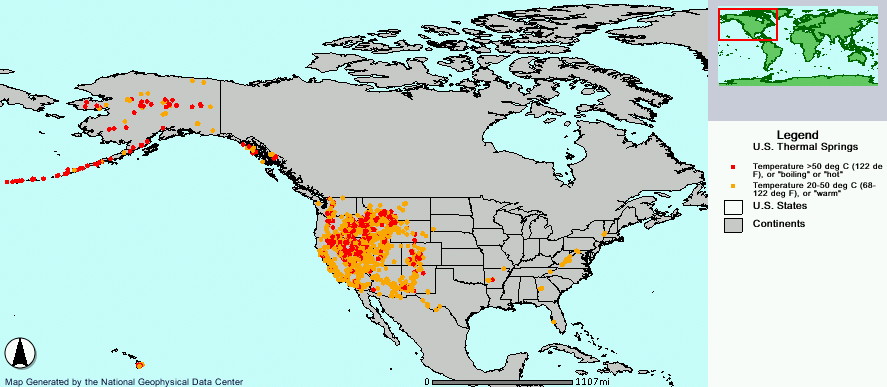
美國的溫泉分布

全北美洲（包括阿拉斯加）有數千座溫泉。其中有許多是在二千萬到四千五百萬年前，由於激烈的火山運動而形成的。這些溫泉的規模從最小的小泉到接近間歇泉；從像加州橋港北方Fales Hot Ditch的小泉到亞利桑那州Tonopah的地下湖（它曾經給在托诺帕营业的至少七座溫泉浴場提供了天然礦泉水，有兩座這樣的溫泉浴場的遺跡現在依然可以看得到）。
在亞利桑那州Tonopah，溫泉水自己從地下湧出大概已經有上千年了。美洲原住民因此把這裡取名為Tonopah，意思是“灌木下的熱水”。北美原住民將溫泉視為神聖的治療之地。雖然鄰近之處並沒有印地安遺蹟，但是磨輾穀物的臼洞、陶器碎片和其它物品依然可以显示游牧的獵人及採摘植物者在此地活动多年。北美洲和南美洲每一個主要溫泉都有被原住民使用過的紀錄，有些温泉存在已經超過一萬年。
此外在Tonopah現存溫泉及其附近有數百件高品質的箭鏃被發現，这表示這裡曾是個獵場。人造物品的豐富，顯示出溫泉對史前人类的重要性。
美洲原住民總是以全裸的狀態使用這些自然靈地。敵對的部落，即使是在戰爭中，如果在同一個溫泉中相遇，所有衝突都會停止，因為他們相信他們是在神聖的土地上。交談總是輕聲細語，但是更常見的是完全不交談。

### 欧洲的溫泉
欧洲是世界上最早发现开发温泉治疗的地区。拥有众多世界著名的温泉疗养地。
- 意大利: 萨索温泉城 (Salsomaggiore Terme)
- 德国：巴登巴登（Baden-Baden），亚琛（Aachen），巴德鸿堡，威斯巴登
- 奥地利：巴登 (奧地利)
- 捷克：卡罗维发利，马利亚温泉城
- 法国：維希
- 冰岛：蓝湖
- 英國：巴斯
- 比利时：斯帕

### 亚洲的温泉
- 中國大陆：黄山温泉、南京汤山温泉、四川螺髻九十九里、浙江南溪温泉、四川贡嘎雪峰海螺沟神汤处、湖北赤壁龙佑温泉、西藏羊八井温泉、云南腾冲温泉、吉林长白山温泉、内蒙古阿尔山温泉、河南鹤鸣湖湿地温泉、黑龙江连环湖温泉、福州源脉温泉、福州青云山御温泉、从化温泉、重庆温泉、汝州温泉、安宁温泉、灰汤温泉、古兜温泉、咸宁温泉、泸沽湖温泉、帝都温泉等
- 台灣：位於西太平洋菲律賓海板塊與歐亞大陸板塊的碰撞帶上，著名的有：烏來溫泉、知本溫泉、北投溫泉、礁溪溫泉、瑞穗溫泉、陽明山溫泉、大埔里溫泉、四重溪溫泉、關子嶺溫泉等。[14]
- 日本：箱根溫泉、道後溫泉、由布院溫泉、奧飛驒溫泉鄉、草津温泉、伊香保温泉[15]

## 泡湯需知
因為溫泉多為公共場所，因此入湯前最後可以先行以下：
1. 進入浴池前，要先在池外將身體沖洗乾淨。
2. 不要將毛巾帶進溫泉池內，可將毛巾放在浴池邊或褶起來放在頭頂上。
3. 不要在溫泉池內洗頭或洗身體，不可在溫泉池內使用香皂或洗髮液。
4. 不要在溫泉池內大聲喧嘩，打鬧，游泳或奔跑，要保持安靜。
5. 大量飲酒後不可馬上入浴，以防摔倒或出現溺水等其它危險。
6. 不要將溫泉浴室內的吹風機、化妝品、梳子等帶出浴室。
7. 長途旅行後不要馬上洗溫泉，要做適當休息後再進行溫泉浴。
8. 在進入溫泉之前，要先用小木桶取少量溫泉水澆在身上，讓身體適應水溫後再進入浴池浸泡。（可避免驟然血壓降低和貧血引起的頭暈）
9. 空腹時和飯後應避免洗溫泉，以避免引起貧血和消化不良。
10. 避免酒後入浴，飲酒後入浴最容易引發事故（如心臟或血管系統疾病）。
11. 溫泉水溫分低溫和高溫，低溫一般在35至38度之間，而高溫一般在39至45度左右，入浴時，要由低溫泉開始，待身體逐漸適應後，再進入高溫泉浸泡。
12. 入浴時間一般為一次浸泡5至10分鐘左右，反覆2至3次。水溫低的溫泉可在20至30分鐘之間。每天的入浴次數應在2至3次之內，不宜頻繁入浴。如入浴次數過多，將會導致體力消耗過大，反而引起疲勞，事與願違。
13. 入浴後無需再洗淋浴，用毛巾輕擦全身既可，這樣溫泉中的微量元素可留在皮膚上，並被吸收到體內，達到預期效果。
14. 出浴後注意不要著涼，要穿好浴衣後回房間慢慢休息。
15. 出浴後應適當飲水或喝些飲料，以補充損失的水分。

## 泡湯禁忌
有以下狀況者，禁止泡湯：
1. 癌症、惡性腫瘤患者。經手術摘除或治愈者。
2. 各種急性疾病患者，尤其是發燒患者。
3. 結核以及結核性疾病患者。
4. 傷寒、赤痢、流感等傳染病患者。
5. 心臟病、惡性貧血、紫斑病、白血病、癲癇、脊椎骨疽、胸膜炎患者。
6. 極度衰弱以及極度營養不良者。
7. 懷孕初期與臨產期的孕婦。

另外有些地方可能還存在其他規定：如日本部分溫泉規定刺青者或可能為暴力團成員者不得進入。

## 進一步閱讀
[在维基数据编辑]
 《欽定古今圖書集成·方輿彙編·坤輿典·溫泉部》，出自陈梦雷《古今圖書集成》

## 外部連結
- Thermal Springs List for the United States （页面存档备份，存于）—1,661 hot springs
- (PDF). GHC Bulletin. June 2002, 23 (2)  [2006-11-02]. （原始内容 (PDF)存档于2014-08-22）.
- A scholarly paper with a map of over 20 geothermal areas in Uganda
- List of 100 thermal hot springs and hot pools in New Zealand （页面存档备份，存于）
- List of hot springs worldwide （页面存档备份，存于）